# Kalkfeld
Kalkfeld ist eine Siedlung in Namibia, rund 65 Kilometer südwestlich der Stadt Otjiwarongo. Kalkfeld liegt auf halber Strecke zwischen Otjiwarongo und Omaruru im Wahlkreis Otjiwarongo, an der Hauptstraße C33. Die Ortschaft wurde bereits 1991 vom offiziellen Status eines Dorf zu einer Siedlung herabgestuft.

## Wirtschaft und Infrastruktur
Kalkfeld und das Umland sind landwirtschaftlich geprägt. Der Ort war einst florierend mit einem wichtigen Verladebahnhof für Rinder an der Bahnstrecke Kranzberg–Otavi. Seit Ende der 1980er Jahre ziehen mehr und mehr Einwohner weg und der Ort verfällt zusehends. Die Wirtschaft soll seit 2019 durch die kostenlose Abgabe von Land an Unternehmen wieder angekurbelt werden. Die Fertigstellung eines Marktplatzes 2015 hatte keinen Aufschwung gebracht.
Kalkfeld verfügt über ein Abwassersystem und eine Filiale der Namibia Post.

## Touristisches
Auf der Otjihaenamparero Farm rund 29 Kilometer außerhalb von Kalkfeld befinden sich die rund 190 Millionen Jahre alten versteinerten Dinosaurierspuren von Otjihaenamaparero. Sie sind seit 1951 ein Nationales Denkmal in Namibia. Rund 35 km südöstlich von Kalkfeld befindet sich der Mount Etjo.

## Bildungseinrichtungen
- Mount Etjo Private Primary School; 1993 gegründet[6]
- Kalkfeld Primary School
- G.K. Wahl Combined School